# Tomba a fossa
Una tomba a fossa o sepoltura a fossa è un tipo di struttura sepolcrale rettangolare profonda, simile nella forma alla tomba a cista ma molto più bassa, contenente un pavimento di ciottoli, muri di muratura in macerie e un tetto costruito con assi di legno.

## Storia
La pratica di scavare tombe a fossa era un fenomeno molto diffuso con esempi di spicco trovati nella Grecia micenea; nell'età del bronzo in Cina; e nel Messico occidentale mesoamericano.

### Grecia micenea

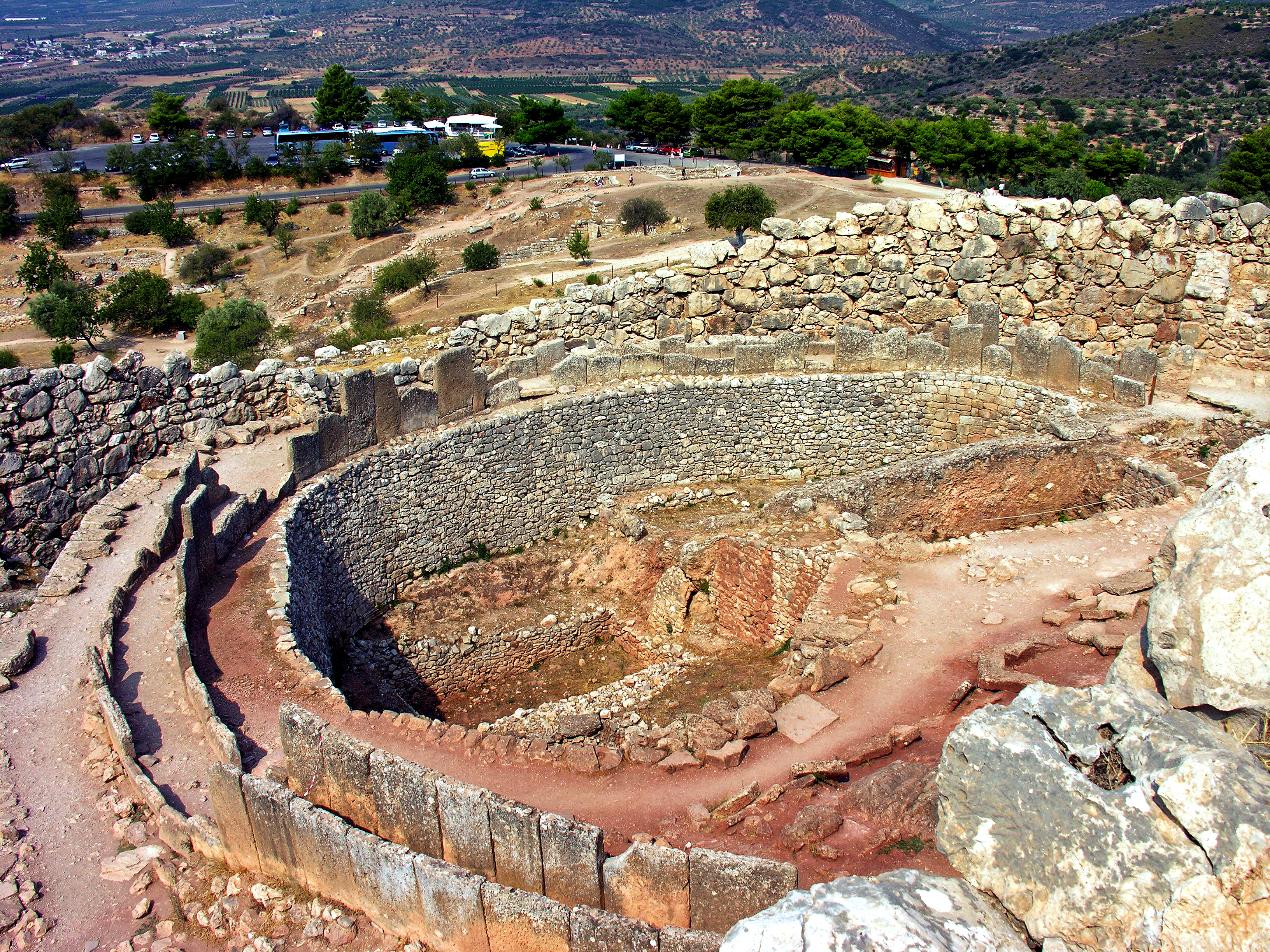
Il Circolo A di Micene

Le tombe micenee originarie si sono evolute da rudimentali ciste medio elladiche, in tumuli e tombe a tholos con caratteristiche derivate dalle antiche tradizioni risalenti all'età del bronzo sviluppate localmente nella Grecia continentale dell'Età del Bronzo. Le sepolture medio-elladiche servirebbero alla fine come base per la tomba reale ad asta contenente una varietà di beni tombali, che significava l'elevazione di una dinastia reale di lingua greca il cui potere economico dipendeva dal commercio marittimo a lunga distanza.
La profondità delle tombe a micenee varia tra 1 e 4 m con un tumulo costruito per ciascuna tomba con stele erette. Esempi archeologici includono il Circolo A e il Circolo B.

### Età del bronzo in Cina

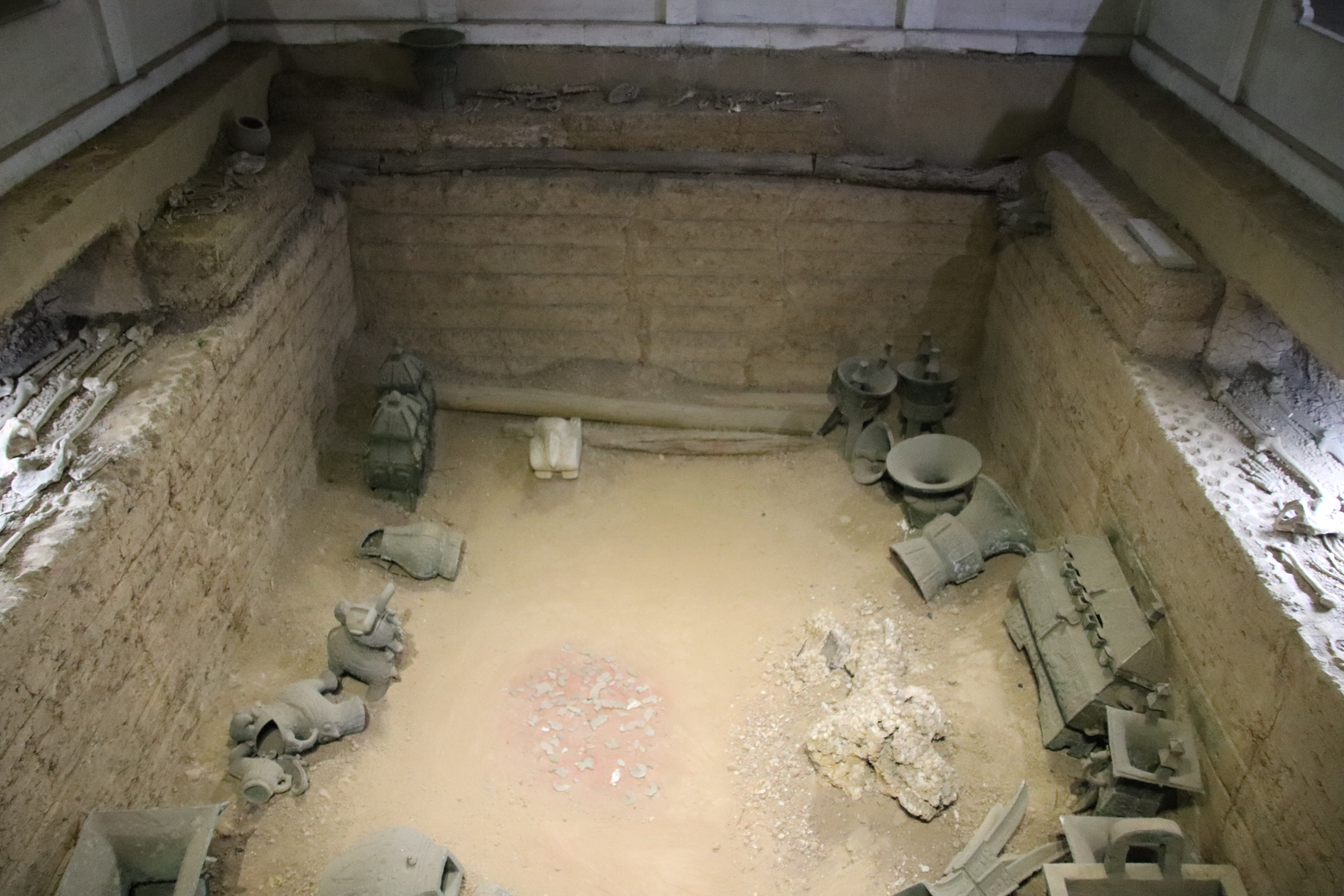
La tomba di Fu Hao (dinastia Shang), scoperta in Cina

Le tombe ad asta furono utilizzate dalle élite della Dinastia Shang (o Dinastia Yin) durante l'età del bronzo della Cina settentrionale.

### Messico occidentale mesoamericano

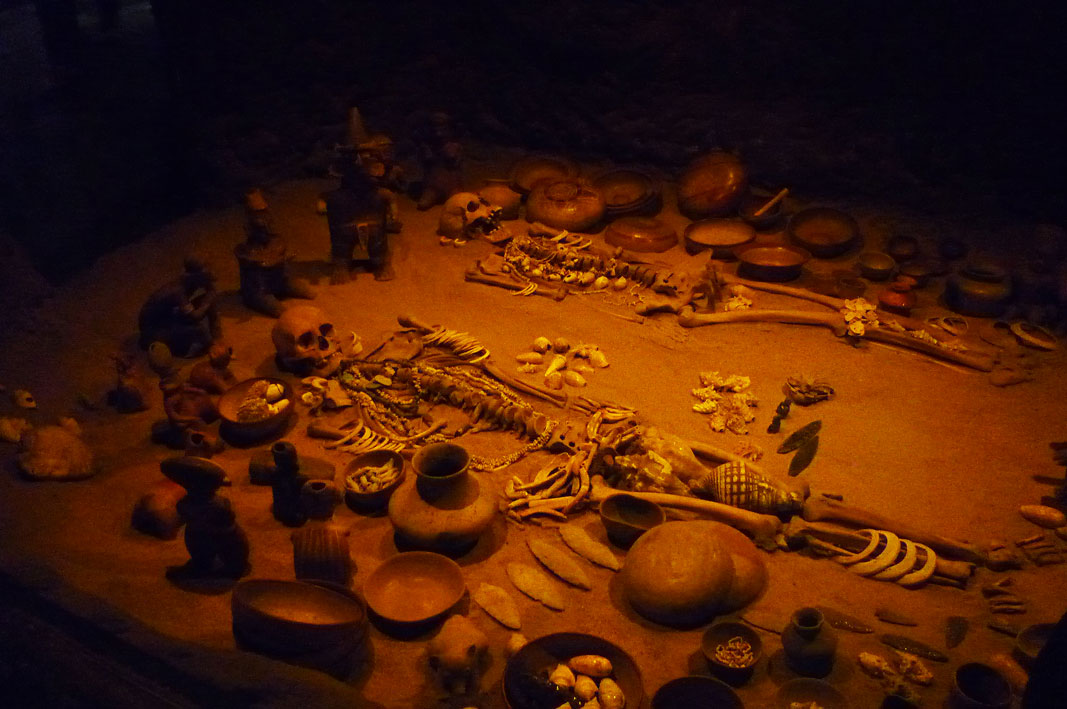
Ricostruzione museale del contenuto di una tomba a fossa messicana

La tradizionale tomba a asta del Messico occidentale o cultura della tomba ad asta si riferisce ad un insieme di tratti culturali interconnessi che si trovano negli attuali stati messicani occidentali di Jalisco, Nayarit e, in misura minore, Colima a sud, risalenti approssimativamente al periodo compreso tra 300 d.C. e 400 d.C. Un esempio è il sito archeologico di La Capacha della sua cultura.

### Libri
- (EN) David W. Anthony, The Horse, the Wheel, and Language. How Bronze-Age Riders from the Eurasian Steppes Shaped the Modern World, Princeton University Press, 26 luglio 2010, ISBN 1-4008-3110-5.
- (EN) Oliver Dickinson, The Origins of Mycenaean Civilization, Götenberg, Paul Aströms Förlag, 1977.
- (EN) Barbara Ann Kipfer, Encyclopedic Dictionary of Archaeology, Springer Science & Business Media, 30 aprile 2000, ISBN 978-0-306-46158-3.
- (EN) John Griffiths Pedley, Greek Art and Archaeology, Prentice Hall, 2012, ISBN 978-0-205-00133-0.

### Articoli
- (EN) Oliver Dickinson, Invasion, Migration and the Shaft Graves, in Bulletin of the Institute of Classical Studies, vol. 43, n. 1, 1º dicembre 1999, DOI:10.1111/j.2041-5370.1999.tb00480.x.
- (EN) Nobuo Komita, The Grave Circles at Mycenae and the Early Indo-Europeans (PDF) [collegamento interrotto], in Research Reports of Ikutoku Technical University, A-7, 1982.